# Stín andělů
Stín andělů je první studiové album hudebního projektu Maya. Vydáno bylo ve společnosti B&M Music/Universal Music v roce 2003. Skladby orchestrální kompozice mají relaxační a meditační charakter. Některé texty jsou nazpívány v arabštině a čínštině. Autorem veškeré hudby je Darek Král a textů Adam Suchý, až na skladbu Průhledná, kde se na jejím textu spolupodílela Nora Grundová, která je také interpretkou hudby alba.

## Skladby
1. Zvuky Requiem
2. Mávnutí křídel
3. Element
4. Průhledná
5. Obelisk
6. Jsem černý květ
7. Echo
8. Rytmus kovu
9. Hedvábná cesta
10. Oceania
11. Tonatiuh
12. Maska ráda Peking
13. Její piano
14. Allegro
15. Orchidea
16. Stín andělů
17. Bez dechu
18. Svítá
19. Stín andělů (PuzzleMix)